# Вампир (опера)
«Вампир» (нем. Der Vampyr) — романтическая опера немецкого композитора Генриха Маршнера на либретто его зятя Вольбрюка. Сюжет оперы основан на одноимённом рассказе Джона Полидори.
Премьера «Вампира» состоялась 29 марта 1828 года в городском театре Лейпцига. На премьере присутствовал Рихард Вагнер, который вдохновлялся «Вампиром» при работе над «Летучим голландцем». В Москве опера шла в 1831–1832 годах, о чём рассказано в повести В. Ф. Одоевского «Косморама».
«Вампир», наряду с операми «Ханс Гейлинг» и «Храмовник и еврейка», считается одним из лучших сочинений Маршнера. Здесь, как и в «Хансе Гейлинге», бытовые сцены сочетаются со зловещей фантастикой. Наиболее яркие арии в опере — ария Мальвины в первом акте и ария Обри во втором.
В 1992 году по мотивам оперы была поставлена одноимённая мыльная опера, текст к которой написал Чарльз Харт. Мыльная опера транслировалась по частям на канале BBC.

## Действующие лица
| Роль                                | Голос         | Исполнитель на премьере 29 марта 1828 Дирижёр: Генрих Маршнер |
| ----------------------------------- | ------------- | ------------------------------------------------------------- |
| Лорд Рутвен, вампир                 | баритон       | Франц Эдуард Генаст                                           |
| Сэр Хамфри Дэйвнаут                 | бас           | Кьёкерт                                                       |
| Мальвина, его дочь                  | сопрано       | Вильгемина Стрейт                                             |
| Сэр Эдгар Обри                      | тенор         | Йозеф Август Хёфлер                                           |
| Сэр Джон Беркли                     | бас           | Gay                                                           |
| Жанте, его дочь                     | сопрано       | фон Цитен                                                     |
| Георг Дибдин, слуга дома Дэйвнаутов | тенор         | Вогт                                                          |
| Эмми Перт                           | сопрано       | Доротеа Девриент                                              |
| Томас Блант                         | баритон       | Вильгельм Фишер                                               |
| Сусе, его жена                      | меццо-сопрано | Вильгемина Кьёкерт                                            |
| Джеймс Гадшилл                      | тенор         | ?                                                             |
| Ричард Скроп                        | тенор         | ?                                                             |
| Роберт Грин                         | бас           | ?                                                             |
| Повелитель-вампир                   | разговаривает | ?                                                             |
| Джон Перт                           | разговаривает | Рейнеке                                                       |

## Сюжет

### Акт 1
Во время шабаша ведьм вампир лорд Рутвен узнаёт, что если не принесёт трёх девственниц в жертву в течение 24 часов, то умрёт. Его первой жертвой становится девушка Жанте, дочь Джона Беркли. Отец находит её тело в пещере рядом с вампиром и успевает ранить его. Раненого Рутвена находит его старый должник Эдгар Обри и выносит вампира по его просьбе на лунный свет, что спасает ему жизнь.
На следующее утро Обри узнаёт, что его возлюбленная Мальвина должна выйти замуж за некоего графа Марсдена. Увидев графа, Обри признаёт в нём Рутвена, однако не может выдать тайны, так как Рутвен расскажет о том, как Обри спас ему жизнь прошлой ночью. Если секрет будет выдан в течение 24 часов, Обри тоже станет вампиром.

### Акт 2
Рутвен под обликом графа Марсдена начинает соблазнять Эмми, жену Джорджа, служащего в доме Дэйвнаутов. Обри пытается убедить вампира отказаться от Мальвины, но тот только напоминает ему о секрете. Обри вынужден выбирать между своей жизнью и Мальвиной. Тем временем Джордж обращается к Обри с просьбой уговорить графа Марсдена прекратить ухаживания за Эммой. Рутвен уносит Эмму в лес.
Той же ночью растрёпанный Джордж появляется в местной гостинице и рассказывает людям, что нашёл мёртвую Эмму и стоящего над ней вампира, которого он ранил и оставил умирать в лунном свете.
Рутвен возвращается в замок на свою свадьбу. Обри решает раскрыть секрет Рутвена, невзирая на последствия. Однако, когда часы бьют час, проходит срок действия секрета и Обри Выдаёт Рутвена. Вампир, не успев завершить свою миссию, проваливается в ад. Отец Мальвины даёт разрешение на её женитьбу с Обри.

## Записи
- Запись из Вены, 1951 — симфонический оркестр Венского радио; дирижёр — Курт Тэннер; исполнители — Гизела Разаушер, Траут Складал, Лиана Синек, Мария Нуссбаумер, Курт Экуилиуз, Эрик Кучар, Фриц Сперлбауэр.
- Живая запись из Мюнхена, 1974 — симфонический оркестр Баварского радио; дирижёр — Фтиц Ригер; исполнители — Роланд Герман, Арлин Оже, Анна Томова-Синтова, Дональд Гробе, Курт Беме, Джейн Марш, Николаус Хиллебранд.
- Живая запись из Рима, 1980 — хор и симфонический оркестр Итальянского радио; дирижёр — Гюнтер Нойхольд; исполнители — Зигмунд Нимсгерн, Кэрол Фарлей, Анастасия Томажевска-Счепис, Йозеф Протшка, Армандо Кафорио, Галина Писаренко, Мартин Энгель.